# Vocală semiînchisă posterioară nerotunjită
| [ɤ]      |
| Audio: ▶ |

În fonetică, vocala semiînchisă posterioară nerotunjită este un tip de sunet vocalic folosit în unele limbi vorbite. Simbolul acestui sunet în Alfabetul Fonetic Internațional este [ɤ] (în formă de coarne de berbec). În limba română nu există, dar poate fi aproximată cu sunetul [ə] din cuvinte precum fără, mătură; față de sunetul românesc, [ɤ] este pronunțat într-o poziție posterioară și ceva mai închis.
În limba bulgară există un sunet similar, notat cu litera ъ, care însă se pronunță cu o deschidere mijlocie, nu semiînchisă. Astfel, de exemplu, cuvântul път (drum) se pronunță [pɤ̞t] (semnul diacritic  ̞ reprezintă deschiderea vocalei).

## Pronunție
- Este o vocală semiînchisă, adică pronunțată cu o deschidere a gurii intermediară între cea pentru o vocală mijlocie și cea pentru o vocală închisă.
- Este o vocală posterioară, adică limba este plasată înspre partea posterioară a cavității orale, fără însă a bloca fluxul de aer.
- Este o vocală nerotunjită, adică pronunțată fără a rotunji buzele.

## Exemple
- Estonă: kõrv [kɤrv] (ureche)
- Irlandeză: Uladh [ɤlˠu] (Ulster)
- Vietnameză: tơ [tɤ̄] (mătase)

| Vocale Vezi și AFI, consoane. | Vocale Vezi și AFI, consoane.                                         | Vocale Vezi și AFI, consoane.                                         | Vocale Vezi și AFI, consoane.                                         | Modificare                                                            | Modificare                                                            |
| Deschidere | Anterioritate                                                         | Anterioritate                                                         | Anterioritate                                                         | Anterioritate                                                         | Anterioritate                                                         |
| Deschidere | Anterioare                                                            | Semiant.                                                              | Centrale                                                              | Semipost.                                                             | Posterioare                                                           |
| Închise | \| i y ɨ ʉ ɯ u ɪ ʏ ʊ e ø ɘ ɵ ɤ o e̞ ø̞ ə o̞ ɛ œ ɜ ɞ ʌ ɔ æ ɐ a ɶ ä ɑ ɒ \| | \| i y ɨ ʉ ɯ u ɪ ʏ ʊ e ø ɘ ɵ ɤ o e̞ ø̞ ə o̞ ɛ œ ɜ ɞ ʌ ɔ æ ɐ a ɶ ä ɑ ɒ \| | \| i y ɨ ʉ ɯ u ɪ ʏ ʊ e ø ɘ ɵ ɤ o e̞ ø̞ ə o̞ ɛ œ ɜ ɞ ʌ ɔ æ ɐ a ɶ ä ɑ ɒ \| | \| i y ɨ ʉ ɯ u ɪ ʏ ʊ e ø ɘ ɵ ɤ o e̞ ø̞ ə o̞ ɛ œ ɜ ɞ ʌ ɔ æ ɐ a ɶ ä ɑ ɒ \| | \| i y ɨ ʉ ɯ u ɪ ʏ ʊ e ø ɘ ɵ ɤ o e̞ ø̞ ə o̞ ɛ œ ɜ ɞ ʌ ɔ æ ɐ a ɶ ä ɑ ɒ \| |
| Cvasiînchise | \| i y ɨ ʉ ɯ u ɪ ʏ ʊ e ø ɘ ɵ ɤ o e̞ ø̞ ə o̞ ɛ œ ɜ ɞ ʌ ɔ æ ɐ a ɶ ä ɑ ɒ \| | \| i y ɨ ʉ ɯ u ɪ ʏ ʊ e ø ɘ ɵ ɤ o e̞ ø̞ ə o̞ ɛ œ ɜ ɞ ʌ ɔ æ ɐ a ɶ ä ɑ ɒ \| | \| i y ɨ ʉ ɯ u ɪ ʏ ʊ e ø ɘ ɵ ɤ o e̞ ø̞ ə o̞ ɛ œ ɜ ɞ ʌ ɔ æ ɐ a ɶ ä ɑ ɒ \| | \| i y ɨ ʉ ɯ u ɪ ʏ ʊ e ø ɘ ɵ ɤ o e̞ ø̞ ə o̞ ɛ œ ɜ ɞ ʌ ɔ æ ɐ a ɶ ä ɑ ɒ \| | \| i y ɨ ʉ ɯ u ɪ ʏ ʊ e ø ɘ ɵ ɤ o e̞ ø̞ ə o̞ ɛ œ ɜ ɞ ʌ ɔ æ ɐ a ɶ ä ɑ ɒ \| |
| Semiînchise | \| i y ɨ ʉ ɯ u ɪ ʏ ʊ e ø ɘ ɵ ɤ o e̞ ø̞ ə o̞ ɛ œ ɜ ɞ ʌ ɔ æ ɐ a ɶ ä ɑ ɒ \| | \| i y ɨ ʉ ɯ u ɪ ʏ ʊ e ø ɘ ɵ ɤ o e̞ ø̞ ə o̞ ɛ œ ɜ ɞ ʌ ɔ æ ɐ a ɶ ä ɑ ɒ \| | \| i y ɨ ʉ ɯ u ɪ ʏ ʊ e ø ɘ ɵ ɤ o e̞ ø̞ ə o̞ ɛ œ ɜ ɞ ʌ ɔ æ ɐ a ɶ ä ɑ ɒ \| | \| i y ɨ ʉ ɯ u ɪ ʏ ʊ e ø ɘ ɵ ɤ o e̞ ø̞ ə o̞ ɛ œ ɜ ɞ ʌ ɔ æ ɐ a ɶ ä ɑ ɒ \| | \| i y ɨ ʉ ɯ u ɪ ʏ ʊ e ø ɘ ɵ ɤ o e̞ ø̞ ə o̞ ɛ œ ɜ ɞ ʌ ɔ æ ɐ a ɶ ä ɑ ɒ \| |
| Mijlocii | \| i y ɨ ʉ ɯ u ɪ ʏ ʊ e ø ɘ ɵ ɤ o e̞ ø̞ ə o̞ ɛ œ ɜ ɞ ʌ ɔ æ ɐ a ɶ ä ɑ ɒ \| | \| i y ɨ ʉ ɯ u ɪ ʏ ʊ e ø ɘ ɵ ɤ o e̞ ø̞ ə o̞ ɛ œ ɜ ɞ ʌ ɔ æ ɐ a ɶ ä ɑ ɒ \| | \| i y ɨ ʉ ɯ u ɪ ʏ ʊ e ø ɘ ɵ ɤ o e̞ ø̞ ə o̞ ɛ œ ɜ ɞ ʌ ɔ æ ɐ a ɶ ä ɑ ɒ \| | \| i y ɨ ʉ ɯ u ɪ ʏ ʊ e ø ɘ ɵ ɤ o e̞ ø̞ ə o̞ ɛ œ ɜ ɞ ʌ ɔ æ ɐ a ɶ ä ɑ ɒ \| | \| i y ɨ ʉ ɯ u ɪ ʏ ʊ e ø ɘ ɵ ɤ o e̞ ø̞ ə o̞ ɛ œ ɜ ɞ ʌ ɔ æ ɐ a ɶ ä ɑ ɒ \| |
| Semideschise | \| i y ɨ ʉ ɯ u ɪ ʏ ʊ e ø ɘ ɵ ɤ o e̞ ø̞ ə o̞ ɛ œ ɜ ɞ ʌ ɔ æ ɐ a ɶ ä ɑ ɒ \| | \| i y ɨ ʉ ɯ u ɪ ʏ ʊ e ø ɘ ɵ ɤ o e̞ ø̞ ə o̞ ɛ œ ɜ ɞ ʌ ɔ æ ɐ a ɶ ä ɑ ɒ \| | \| i y ɨ ʉ ɯ u ɪ ʏ ʊ e ø ɘ ɵ ɤ o e̞ ø̞ ə o̞ ɛ œ ɜ ɞ ʌ ɔ æ ɐ a ɶ ä ɑ ɒ \| | \| i y ɨ ʉ ɯ u ɪ ʏ ʊ e ø ɘ ɵ ɤ o e̞ ø̞ ə o̞ ɛ œ ɜ ɞ ʌ ɔ æ ɐ a ɶ ä ɑ ɒ \| | \| i y ɨ ʉ ɯ u ɪ ʏ ʊ e ø ɘ ɵ ɤ o e̞ ø̞ ə o̞ ɛ œ ɜ ɞ ʌ ɔ æ ɐ a ɶ ä ɑ ɒ \| |
| Cvasideschise | \| i y ɨ ʉ ɯ u ɪ ʏ ʊ e ø ɘ ɵ ɤ o e̞ ø̞ ə o̞ ɛ œ ɜ ɞ ʌ ɔ æ ɐ a ɶ ä ɑ ɒ \| | \| i y ɨ ʉ ɯ u ɪ ʏ ʊ e ø ɘ ɵ ɤ o e̞ ø̞ ə o̞ ɛ œ ɜ ɞ ʌ ɔ æ ɐ a ɶ ä ɑ ɒ \| | \| i y ɨ ʉ ɯ u ɪ ʏ ʊ e ø ɘ ɵ ɤ o e̞ ø̞ ə o̞ ɛ œ ɜ ɞ ʌ ɔ æ ɐ a ɶ ä ɑ ɒ \| | \| i y ɨ ʉ ɯ u ɪ ʏ ʊ e ø ɘ ɵ ɤ o e̞ ø̞ ə o̞ ɛ œ ɜ ɞ ʌ ɔ æ ɐ a ɶ ä ɑ ɒ \| | \| i y ɨ ʉ ɯ u ɪ ʏ ʊ e ø ɘ ɵ ɤ o e̞ ø̞ ə o̞ ɛ œ ɜ ɞ ʌ ɔ æ ɐ a ɶ ä ɑ ɒ \| |
| Deschise | \| i y ɨ ʉ ɯ u ɪ ʏ ʊ e ø ɘ ɵ ɤ o e̞ ø̞ ə o̞ ɛ œ ɜ ɞ ʌ ɔ æ ɐ a ɶ ä ɑ ɒ \| | \| i y ɨ ʉ ɯ u ɪ ʏ ʊ e ø ɘ ɵ ɤ o e̞ ø̞ ə o̞ ɛ œ ɜ ɞ ʌ ɔ æ ɐ a ɶ ä ɑ ɒ \| | \| i y ɨ ʉ ɯ u ɪ ʏ ʊ e ø ɘ ɵ ɤ o e̞ ø̞ ə o̞ ɛ œ ɜ ɞ ʌ ɔ æ ɐ a ɶ ä ɑ ɒ \| | \| i y ɨ ʉ ɯ u ɪ ʏ ʊ e ø ɘ ɵ ɤ o e̞ ø̞ ə o̞ ɛ œ ɜ ɞ ʌ ɔ æ ɐ a ɶ ä ɑ ɒ \| | \| i y ɨ ʉ ɯ u ɪ ʏ ʊ e ø ɘ ɵ ɤ o e̞ ø̞ ə o̞ ɛ œ ɜ ɞ ʌ ɔ æ ɐ a ɶ ä ɑ ɒ \| |
| Legendă: |                                                                       |                                                                       |                                                                       |                                                                       |                                                                       |
| ■ Celulele galbene corespund vocalelor din limba română. ■ Celulele crem indică vocale folosite rar în limba română. ■ Celulele gri corespund unor vocale rare, fără simbol fonetic. În perechile de vocale, în stânga figurează varianta nerotunjită, iar în dreapta cea rotunjită. |                                                                       |                                                                       |                                                                       |                                                                       |                                                                       |
| i y ɨ ʉ ɯ u ɪ ʏ ʊ e ø ɘ ɵ ɤ o e̞ ø̞ ə o̞ ɛ œ ɜ ɞ ʌ ɔ æ ɐ a ɶ ä ɑ ɒ |                                                                       |                                                                       |                                                                       |                                                                       |                                                                       |